# Buraco de água

Lugar da transmitância (ou opacidade) atmosférica da Terra para vários comprimentos de onda da radiação eletromagnética.

O buraco de água é uma faixa especialmente silenciosa do espectro eletromagnético entre 1,420 e 1,666 megahertz, correspondendo a comprimentos de onda de 21 e 18 centímetros, respectivamente. O termo foi cunhado por Bernard Oliver em 1971. A linha espectral hidroxila radical radia a 18 centímetros e o hidrogênio a 21. Ambas combinadas formam água, e a água é considerada essencial para vida extraterrestre que seja avançada o suficiente para gerar sinais de rádio. Bernard M. Oliver concebeu a teoria de que o buraco de água seria uma faixa boa e óbvia para a comunicação com inteligência extraterrestre, daí o nome, que é uma forma de trocadilho: em Inglês, um buraco de água é uma referência vernacular a um local comum para se encontrar e conversar. Muitos programas envolvidos na busca por inteligência extraterrestre, incluindo o SETI@home, procuram nas frequências de rádio buraco de água.